# Station Kakogawa
Kakogawa (加古川駅,  Kakogawa-eki) is een spoorwegstation in de Japanse stad Kakogawa, in de prefectuur Hyōgo. Het wordt aangedaan door de JR Kobe-lijn en de Kakogawa-lijn. Het station heeft drie eilandperrons met daaraan zes sporen.

## Lijnen

### JR West
| 1,2 | ■ JR Kobe-lijn  | richting Himeji, Aioi, Banshu-Ako en Okayama (via de Sanyo-lijn) |
| 3,4 | ■ JR Kobe-lijn  | richting Sannomiya, Amagasaki en Osaka                           |
| 5,6 | ■ Kakogawa-lijn | richting Ao en Nishiwakishi                                      |

## Geschiedenis
Het station werd in 1888 geopend aan de spoorlijn tussen Akashi en Himeji. In 1913 kreeg de Kakogawa-lijn een halte aan dit station. Sinds een grote verbouwing in 1984 is het station nog enkele malen verbouwd.

## Overig openbaar vervoer
Er bevindt zich een busstation nabij het station, waar zowel stadsbussen (voor Kakogawa) als langeafstandsbussen stoppen.

## Stationsomgeving
- Belte Mall Kakogawa (winkelcentrum)
- Yamato Yashiki (warenhuisketen)
- Nikke Park Town (winkelpromenade)
  - Daiei (warenhuisketen)
- Autoweg 2
- Kakogawa (rivier)
- Matsumoto-ziekenhuis
- Stadhuis van Kakogawa

(Tōkaidō-lijn<<) · Ōsaka · Tsukamoto · Amagasaki · Tachibana · Koshienguchi · Nishinomiya · Sakura-Shukugawa · Ashiya · Konan-Yamate · Settsu-Motoyama · Sumiyoshi · Rokkomichi · Nada · Sannomiya · Motomachi · Kōbe · Hyōgo · Shin-Nagata · Takatori · Suma-Kaihinkōen · Suma · Shioya · Tarumi · Maiko · Asagiri · Akashi · Nishi-Akashi · Okubo · Uozumi · Tsuchiyama · Higashi-Kakogawa · Kakogawa · Hoden · Sone · Himeji-Bessho · Gochaku · Himeji · (>>Sanyō-lijn) 

Wadamisaki-lijn: Hyōgo · Wadamisaki